# Districte de La Flèche
El Districte de la Flèche és un dels tres districtes amb què es divideix el departament francès del Sarthe, a la regió del País del Loira. Té 12 cantons i 125 municipis. El cap del districte és la sotsprefectura de La Flèche.

## Cantons
Cantó de Brûlon - cantó de La Chartre-sur-le-Loir - cantó de Château-du-Loir - cantó de La Flèche - cantó de Le Grand-Lucé - cantó de Le Lude - cantó de Loué - cantó de Malicorne-sur-Sarthe - cantó de Mayet - cantó de Pontvallain - cantó de Sablé-sur-Sarthe - cantó de La Suze-sur-Sarthe